# Льорис, Готье
Готье́ Льори́с (фр. Gautier Lloris; родился 18 июля 1995 года, Ницца, Франция) — французский футболист, защитник клуба «Гавр».
Готье — младший брат вратаря клуба «Лос-Анджелес» и чемпиона мира в составе сборной Франции Уго Льориса.

## Клубная карьера
Льорис — воспитанник клуба «Ницца». 4 января в поединке Кубка Франции против «Ренна» Готье дебютировал за основную команду. 15 января в матче против «Анже» он дебютировал в Лиге 1. В начале 2018 года для получения игровой практики Льорис на правах аренды перешёл в «Газелек». 16 января в матче против «Бреста» он дебютировал в Лиге 2. После окончания аренды Готье вернулся в «Ниццу».